# Бердыев, Клыч
Клыч Бердыев — советский туркменский артист, Народный артист Туркменской ССР (1950).

## Биография
Родился в 1909 году. Член КПСС.
Окончил драматическую студию в Ашхабаде.
С 1929 года — артист Туркменского академического театра драмы имени Молланепеса.
Среди театральных ролей Бердыева: Варрык («Кеймир-Кёр» Аманова и Бурунова), Аман («Серебряный портсигар» Мухтарова и Сейтлиева), Пир («Кемине» Аманова), Кассио («Отелло»), Ляпкин-Тяпкин («Ревизор»), Платон Кречет; Воропаев («Счастье» по Павленко), Горностаев («Любовь Яровая»), Узын («30-е годы» Мухтарова).
Умер в 1984 году в Ашхабаде.

## Избранная фильмография
- Айна — Берды
- Решающий шаг — Баба-хан
- Махтумкули — Дурды-Шахир
- За рекой — граница — эпизодическая роль

## Награды
- Орден Ленина (28.11.1949)
- Орден Октябрьской Революции (1981)
- Орден Трудового Красного Знамени (28.10.1955)
- Народный артист Туркменской ССР (1950)